# JBR
JBR, inicials de Josep Boniquet Riera, fou la marca comercial dels autocicles que fabricà entre 1921 i 1923 l'odontòleg català Josep Boniquet al seu propi domicili, situat al carrer València de Barcelona.
El 1924, Boniquet abandonà la marca JBR i passà a fabricar els seus vehicles sota la marca S.T.O.R.M..

## Història
Seguint la tradició familiar, Josep Boniquet i Riera era odontòleg, com ho fou el seu pare Josep Boniquet i Colobrans i el seu fill, Josep Boniquet i Alfonso. Boniquet tenia diverses aficions, entre elles la pintura, l'automobilisme i el motociclisme (de fet, es va morir en un accident de motocicleta).
El 1920, Boniquet va construir el seu primer autocicle, equipat amb motor MAG, i el va registrar amb les sigles JB. El 1921 va començar a fabricar els JBR, uns autocicles esportius equipats amb motors Ruby que resultaven molt competitius: un d'ells, pilotat pel mateix Boniquet, va guanyar el Trofeu Armangué i la prova d'autocicles del Gran Premi d'Espanya de 1923 en la categoria de 750cc i un altre va obtenir un bon resultat a la Pujada a La Rabassada. Boniquet fabricava els seus autocicles a casa seva i, un cop acabats, calia baixar-los al carrer amb corrioles des de la terrassa.

## Microcotxe (1947)
El 1947, més de 20 anys després de la desaparició de la marca, Josep Boniquet va construir un microcotxe al qual anomenà també JBR. Era un petit vehicle de tres rodes, amb tracció posterior, un únic far central, carrosseria feta de pasta de paper -aprofitant fulls del diari La Vanguardia- i un motor de procedència no aclarida, però del qual s'ha dit que podria haver estat un Sanglas de 348 cc o un BSA.
El microcotxe JBR fou un exemplar únic, construït únicament per a l'ús personal de Josep Boniquet, i no fou doncs comercialitzat.